# راسيل هودجكينسون
راسيل هودجكينسون (بالإنجليزية: Russell Hodgkinson)‏ هو ممثل أمريكي، ولد في 14 أغسطس 1959 في الولايات المتحدة.

## وصلات خارجية
- راسيل هودجكينسون على موقع IMDb (الإنجليزية)
- راسيل هودجكينسون على موقع ألو سيني (الفرنسية)
- راسيل هودجكينسون على موقع قاعدة بيانات الفيلم (الإنجليزية)